# Le Voyage de Fanny
Pour plus de détails, voir Fiche technique et Distribution.
Le Voyage de Fanny est un film dramatique français réalisé par Lola Doillon, sorti en 2016.

## Synopsis
En 1943, pendant l'Occupation, dans la Creuse, Fanny, 12 ans et ses deux petites sœurs Georgette et Erika, sont dans un refuge pour enfants juifs. Les adultes qui s'occupent des nombreux enfants, à la suite d'une dénonciation, sont obligés d'envoyer leurs protégés chez Madame Forman, près de la frontière italienne. Fanny sympathise avec Élie, 15 ans, qui rêve d'entrer dans la Résistance. Peu de temps après, Mussolini est renversé en Italie et l'armée allemande envahit la zone d'occupation italienne. Madame Forman décide d'envoyer les enfants en Suisse romande où ils seront en sécurité. Elle forme deux groupes. Le premier groupe, sous la responsabilité d'Élie, part en train jusqu'à Sallanches. Le groupe comprend Fanny, ses sœurs, Victor, Maurice, Diane de 17 ans, Rachel, Marie et Jacques .
Ils partent pour un long voyage à travers les Alpes. Rien ne se passe comme prévu et les enfants finissent par se retrouver isolés, contraints de trouver seuls des solutions pour continuer leur voyage et échapper à leurs poursuivants. Fanny et ses amis font preuve de courage et d'imagination, et parviennent à surmonter les dangers du voyage.

## Fiche technique
- Titre : Le Voyage de Fanny
- Réalisation : Lola Doillon
- Scénario : Lola Doillon et Anne Peyregne, d'après l'œuvre de Fanny Ben-Ami
- Musique : Sylvain Favre-Bulle et Gisèle Gérard-Tolini
- Montage : Valérie Deseine
- Photographie : Pierre Cottereau
- Décors : Pierre-François Limbosch
- Costumes : Isabelle Pannetier
- Producteur : Saga Blanchard et Marie de Lussigny
  - Coproducteur : Victor Hadida, Samuel Hadida, Geneviève Lemal, Cédric Klapisch et Bruno Levy
- Production : Origami Films et Bee Films
  - Coproduction : Davis Films, Scope Pictures, France 2 Cinéma, Rhône-Alpes Cinéma et Ce qui me meut
- Distribution : Metropolitan Filmexport
- Pays d'origine :  France
- Durée : 94 minutes
- Genre : drame
- Dates de sortie :
  -  États-Unis : 24 avril 2016
  -  France : 18 mai 2016

## Distribution
- Léonie Souchaud : Fanny
- Fantine Harduin : Erika
- Juliane Lepoureau : Georgette
- Ryan Brodie : Victor
- Igor Van Dessel : Maurice
- Victor Meutelet : Elie
- Anaïs Meiringer : Diane
- Lou Lambrecht : Rachel
- Malonn Lévana : Marie
- Lucien Khoury : Jacques
- Cécile de France : Mme Forman
- Stéphane De Groodt : le fermier Jean
- Jérémie Petrus : Julien
- Vincent Pannetier : André, l'un des deux gendarmes
- David Manet : le second gendarme
- Frédéric Clou : Policier

## Production

### Tournage
Sauf indication contraire, les informations mentionnées dans cette section peuvent être confirmées par la base de données cinématographiques IMDb,  présente dans la section « Liens externes ».
Le film a été tourné en Isère à Mens et à La Mure.
Il a été également été tourné en Belgique à Chimay, Couvin et Philippeville.

## Musique
Sauf indication contraire ou complémentaire, les informations mentionnées dans cette section proviennent du générique de fin de l'œuvre audiovisuelle présentée ici.
- Maréchal, nous voilà ! d'André Montagard et Charles Courtioux de 1941.
- Tumbalalaika.

### Bande originale
Musiques non mentionnées dans le générique
Par Sylvain Favre-Bulle, Gisèle Gérard-Tolini et David Gubitsch :
- Ouverture, durée : 3 min 5 s.
- Le départ, durée : 3 min 5 s.
- Maman j'ai pas peur, durée : 1 min 32 s.
- La règle du jeu, durée : 1 min 10 s.
- Ma valise, durée : 2 min.
- La fin d'un mythe, durée : 1 min 34 s.
- Ne montre pas ta peur, durée : 1 min 30 s.
- Nouvelle mission, durée : 3 min 39 s.
- L'attente, durée : 5 min 36 s.
- Le long chemin, durée : 1 min 20 s.
- Passe moi le monde, durée : 1 min 34 s.
- L'évasion, durée : 2 min 53 s.
- La fuite, durée : 2 min 24 s.
- La valse, durée : 50 s.
- Le hameau, durée : 1 min 22 s.
- Les pendus, durée : 2 min 49 s.
- Les retrouvailles, durée : 56 s.
- General inspektion, durée : 2 min 15 s.
- Le miracle de la lettre, durée : 2 min 41 s.
- No Man's Lied, durée : 6 min 49 s.

## Accueil

### Accueil critique
En France, le site Allociné propose une note moyenne de 2,8⁄5 à partir de l'interprétation de critiques provenant de 17 titres de presse.

## Distinctions

### Récompenses
Sauf indication contraire, les informations mentionnées dans cette section peuvent être confirmées par la base de données cinématographiques IMDb,  présente dans la section « Liens externes ».
- 2016 : Festival du film de Hambourg : Festival du film jeunesse MICHEL (de).
- 2017 : Cinetopia Film Festival.
- 2017 : Festival du film Israélien de Philadelphie (en) : Meilleur reportage.
- 2017 : Festival international du film de Saint-Louis (en) : Meilleur long métrage.
- 2017 : Traverse City Film Festival : Meilleur film familial.